# اتحادیه بین‌المجالس
اتحادیه بین‌المجالس (به انگلیسی: Inter-parliamentary Union (IPU)) یک مؤسسه بین پارلمانی است که در سال ۱۸۸۹ توسط فردریک پسی فرانسوی و رندال کرمر انگلیسی تأسیس شد. این اولین نهاد انجمن ثابت برای مذاکرات چندجانبه سیاسی بود. در ابتدا این نهاد مختص نمایندگان پارلمان بود اما بعد به یک سازمان بین‌المللی برای مجالس کشورهای مختلف تبدیل شد. مجالس ملی ۱۷۸ کشور (سه کشور آخر ترکمنستان، ازبکستان و وانواتو هستند که عضویت آنها در کنفرانس صدو سی و هفتم اعطا شد) عضو آی پی یو هستند و ۱۲ مجمع پارلمانی منطقه ای اعضای وابسته هستند. این نهاد یک عضو ناظر ثابت در مجمع عمومی سازمان ملل دارا می‌باشد.